# 満洲開拓政策基本要綱
満洲開拓政策基本要綱（まんしゅうかいたくせいさくきほんようこう）とは、1939年（昭和14年）12月に日本国政府と満州国両政府とが共同して発表した、満州移民政策に関する基本要項である。

## 前史；本「基本要綱」発表の時代背景
1932年（昭和7年）の満州国の建国から1945年（昭和20年）の日本の敗戦に至るまで、満蒙開拓団に代表される満州への日本人農業移民事業の主導権は一貫して関東軍が握っていた。この満州移民事業の展開は、以下の三期に分かれる。
| 通番 | 区分           | 年代           | 説明                                                             |
| ---- | -------------- | -------------- | ---------------------------------------------------------------- |
| 1    | 試験移民期     | 1932年～1936年 | 日本人農業移民が満州で定着しうるかをためす時期                   |
| 2    | 本格的移民期   | 1936年～1941年 | 日本人農業移民が日本政府の国策として満州に大量に送出された時期   |
| 3    | 移民事業崩壊期 | 1942年～1945年 | 日本人農業移民の満州への送出が停滞し、ついには全面停止に至る時期 |

関東軍は、上述「試験移民期」にも満州大量移民計画案を作成し、その実施を日本政府に要請し続けていたが、日本政府とくに大蔵省の受け入れるところとならなかった。しかし、1936年（昭和11年）の「二・二六事件」発生によって、軍部の政治的発言力が飛躍的に増大し、関東軍と陸軍省作成の満州大量移民計画を実施する絶好の機会となった。同年には、関東軍作成の「満州農業移民百万戸移住計画」が策定され、それを基本に広田弘毅内閣の七大国策の一つとして確定した「二十カ年百万戸送出計画」という壮大な計画も立てられた。。本「基本要綱」は、上述の本格的移民期に「二十カ年百万戸送出計画」を実施するための具体的な移民政策を定めたものである。

## 本「基本要綱」発表前の土地取得の実態
満州移民事業実施のためには、移民用地の確保が最大の難関であるということは、日本政府も認識していた。そのため前述「試験移民期」には、官有地と不在地主地の取得という方針が、「本格的移民期」になっても「未利用地開発主義」が方針として掲げられていた。結論から言えば、1941年末までに約2,000万ヘクタールの移民用地が収容された。これは、当時の満州国国土総面積の14.3パーセントにあたる。しかし、その土地買収の方法は、帝国主義丸出しの暴力的・強圧的なものであった。中国人は、地券の取り上げを避けるため、それを長持ちの底に隠したり、壁に塗りこめたりもした。これを知った日本兵は、長持ちをひっくり返したり、銃床で民家の壁をたたき割ったりもした。しかも日本政府は、移民用地の買収にあたって国家投資をできるだけ少額ですまそうとした。1934年（昭和9年）3月、関東軍参謀長名で出された「吉林省東北部移民地買収実施要項」では、買収地価の基準を1ヘクタールあたり荒地で2円、熟地で最高20円と決めていた。当時の時価の8パーセントから40パーセントであった。このような低価格での強権的な土地買収は、吉林省東北部のみで行われたではなく、満州各地で恒常的に行われた。浜北省密山県では全県の私有地の8割が移民用地として取り上げられたが、買収価格は時価の1割から2割であり、浜江省木蘭県徳栄村での移民用地の買収価格は、時価の3割から4割であった。そのうえ土地買収代金はなかなか支払われなかった。そして、日本政府の方針として掲げられた「未利用地開発主義」は実行されなかった。それは、移民用地として取得された約2,000万ヘクタールの17.6パーセントにあたる351万ヘクタールが既耕地だったことからも明らかである。

## 本「基本要項」の概要

### 「日満両国の一体的重要国策」であることについて
本「基本要綱」は、その「基本方針」の中で、満州移民事業が「日満両国の一体的重要国策である」と規定していた。具体的には、日本国内での業務は日本政府が、満州国内での業務は満洲国政府が統轄する。移民入植地の行政経済機構は「原住民トノ共存共栄的関連ヲ考慮シ」満洲国制度下に融合させる（開拓総局 1940，12‑13）。行政機構は街村制によるものとし、経済機構は協同組合を結成させる。また、指導員の身分は従来の日本政府嘱託から日満両政府の嘱託に改め、移民の訓練は日本国内での訓練を日本政府が、従来は満洲拓植公社が管理していた満州国内での訓練を満州国政府が統括するとした。満蒙開拓青少年義勇軍については、日満両国の開拓関係機関合作による訓練本部を新京に置き，各機関の協議によりこれを運営するとした。さらに日満両政府がそれぞれ開拓関係行政機構の整備拡充を行って関係機関との連絡に適切な処置をなすとともに、両政府間直接の協議連絡を緊密にするとした。
この意義は以下のとおりである。これまでの満州移民事業は、日本政府の国策移民の一環であり、日本帝国主義による満州支配の「国営事業」として強行されてきた。そのため特に日中戦争以降、満州移民事業に対する在満中国人の民族的憤懣・抵抗を一層激化させた。この民族的憤懣・抵抗が中国本土で展開されている抗日民族運動と結合すると、満州移民事業は一大危機に直面すると日本政府は認識したので、在満中国人が抱く満州移民事業に対する「侵略的印象」を和らげるために、満州移民事業が決して日本政府の「国営事業」ではなく、日満両政府の共同事業であり、「日満両国の一体的重要国策」であるとの看板を掲げざるを得なかったのである。

### 具体的実施要項について
次に、本「要綱」は、満州移民事業の強力な推進について、どのような具体的実施要項を定めていたかを見る。
1. 日本人移民の入植地域として「北満方面を主とするの外全満に於ける交通、産業開発上の重要地点に定着せしむるも、理想としては広く分布し各地に於ける民族協和の中核分子たらしむることを期す」とされていた。日本人移民が「民族協和」の中核分子として、満州各地に広く分布することが理想であるとされたのである。
2. 日本人移民の土地制度について「永代世襲制」を採用した。相続による土地の細分化を予防したのである。
3. 開拓用地の整備は「未利用地主義」にもとづき国営により実施するとした。また湿地干拓，アルカリ地帯の利用、森林原野の開拓などを重点的に行うとした。前述のとおりこの「未利用地開発主義」は、満州移民実施のはじめから、移民用地の取得方針として提示されていたが、一向に実施されなかったので、本基本要項でも強調することになったのである。
4. 「満蒙開拓青少年義勇軍」の重要性を強調した。
5. 農業移民の営農方針として、①自給自足主義、②自作農主義、③農牧混同主義、④共同経営主義の四大営農方針を提示し、堅持するとしていた。